# Пещерное
Пеще́рное (до 1948 года Ни́жний Керменчи́к; укр. Печерне, крымскотат. Aşağı Kermençik, Ашагъы Керменчик) — исчезнувшее село в Бахчисарайском районе Республики Крым (согласно административно-территориальному делению Украины — Автономной Республики Крым), располагавшееся в центре района, сейчас — северная часть Высокого.

## Название
Части поселения, расположенные выше и ниже по долине ручья Хору, исторически были отдельными маале (кварталами) и назывались Юхары-Керменчик — Верхний Керменчик и Ашага-Керменчик — Нижний Керменчик соответственно (крымскотат. юкъары — верхний, ашагъы — нижний). Весь XIX век во всех статистических документах фигурирует одна деревня Керменчик и только советская реформа 8 января 1921 года официально утвердила Верхний и Нижний Керменчик как два отдельных села. В 1948 году Нижний, или Ашага Керменчик переименовали в Пещерное.

## История
Историю Керменчика до присоединения к России см. Высокое. В ведомости «при бывшем Шагин Герее хане сочиненная на татарском языке о вышедших християн из разных деревень и об оставшихся их имениях в точном ведении его Шагин Герея» и переведённой 1785 году содержится список 84 жителей-домовладельцев деревни Керменчик, с подробным перечнем имущества и земельных владений. У многих жителей числилось по 2 дома, кладовые, амбары; из земельных владений, в основном, перечисленны пашни и луга, реже сады возле дома, иногда указаны льняные поля (видимо, основные пашни были под зерновыми культурами). Судя по собственным названиям многих угодий, они располагались в отдалении от деревни, у некоторых в именовании прямо укзан какой-либо «чаир», 180 грушевых дерев записаны, как принадлежащие церкви. Также в ведомости указано, что на момент её составления в днревне «расположены албанцы». К моменту присоединения Крыма к России (8) 19 апреля 1783 года Ашага-Керменчик, после выселения крымских греков-урумов в Приазовье в 1778 году пустовало. Согласно «Ведомости о выведенных из Крыма в Приазовье христианах» А. В. Суворова, из Керменчика (считалось как одна деревня) вышло 477 человек.
По новому административному делению от 8 февраля 1784 года Керменчики находились на территории Алуштинской волости Симферопольского уезда. Отсутствие жителей дало повод в 1796 году выделить землю греческим офицерам из отряда Мавромихали, вывезенных в Крым Алексеем Орловым после Первой Архипелагской экспедиции, сам же Мавромихали получил во владение большое имение, в котором большей частью жил и скончался 14 февраля 1801.
В результате административной реформы 1829 года Кеменчик, согласно «Ведомости о казённых волостях Таврической губернии 1829 года», передали в состав Озенбашской волости (переименованной из Махолдурской). В 1834 году в Керменчике открыта церковь Феодора Тирона. Именным указом Николая I от 23 марта(по старому стилю) 1838 года, 15 апреля был образован новый Ялтинский уезд и деревню передали в состав Богатырской волости. В статистических документах деревни не разделяли, но на военно-топографических картах, начиная с 1836 года, селения обозначаются отдельно. На этой карте в греческом селе Ашага Кеменчик 15 дворов, а на карте 1842 года обозначен условным знаком «менее 5 дворов» Ашага Кеменчик Греческий с развалинами церкви.
В «Списке населённых мест Таврической губернии по сведениям 1864 года», по результатам VIII ревизии, записан Керменчик с татарским и греческим населением, 117 дворами, 764 жителями, мечетью и церковью, снабжённый сноской, что состоит из 2 участков: Ашага и Юхары Керменчик, а на трехверстовой карте Шуберта 1865—1876 года уточнение, что в греческой Ашаге 20 дворов.
В Памятной книге Таврической губернии 1889 года, составленной по результатам X ревизии 1887 года, в Керменчиках записано 950 жителей в 195 дворах, а карта 1890 года содержит несколько иные данные — 25 греческих дворов в Нижнем. Согласно «…Памятной книжке Таврической губернии на 1892 год», в одной деревне Керменчик, входившей в Стильское сельское общество, было 1312 жителей в 215 домохозяйствах, владевших 507 десятинами и 995 кв. саженью собственной земли. По переписи 1897 года в Керменчике насчитывалось 1145 жителей, из них мусульман, то есть крымских татар (из Верхнего Керменчика) — 1003. По «…Памятной книжке Таврической губернии на 1900 год» в деревне числилось 1636 жителей в 137 дворах, владевших 507 десятинами в личном владении отдельно каждого домохозяина под фруктовым садом, сенокосами и пашнями. В путеводителе 1902 года А. Я. Безчинского в Нижнем Керменчике отмечалось более 40 дворов (половина населения татарская, половина — греческая) и развалины одиннадцати церквей в окрестностях. По Статистическому справочнику Таврической губернии. Ч.II-я. Статистический очерк, выпуск шестой Симферопольский уезд, 1915 год, в деревне Керменчик Ашага и Юхары Богатырской волости Ялтинского уезда числилось 255 дворов со смешанным населением в количестве 1350 человек приписных жителей и 50 — «посторонних». 220 хозяйств владели собственной землёй в размере 2337 десятин и 35 дворов — безземельные. В хозяйствах имелось 200 лошадей, 80 волов, 150 коров и 2500 голов мелкого скота; также числилось имение некоего Г. Л. Чокура.
После установления в Крыму Советской власти, по постановлению Крымревкома от 8 января 1921 года была упразднена волостная система и село вошло в состав Коккозского района Ялтинского уезда (округа). Постановлением Крымского ЦИК и Совнаркома от 4 апреля 1922 года Коккозский район был выделен из Ялтинского округа и сёла переданы в состав Бахчисарайского района Симферопольского округа. 11 октября 1923 года, согласно постановлению ВЦИК, в административное деление Крымской АССР были внесены изменения, в результате которых округа (уезды) были ликвидированы, Бахчисарайский район стал самостоятельной единицей и село включили в его состав. Согласно Списку населённых пунктов Крымской АССР по Всесоюзной переписи 17 декабря 1926 года, в селе Керменчик Нижний, Лакинского сельсовета Бахчисарайского района, имелось 74 двора, из них 71 крестьянский, население составляло 312 человек (158 мужчин и 154 женщины). В национальном отношении учтено: 154 грека, 97 татар, 51 русский, 8 украинцев, 1 немец, 1 армянин, действовала русская школа. В 1931 году был создан новый Фотисальский район (с 1935 года — КуйбышевскийАвтономная Республика Крым. Дата обращения: 27 апреля 2013. Архивировано 29 апреля 2013 года.), а который включили Нижний Керменчик. По данным всесоюзной переписи населения 1939 года в селе проживало 163 человека.
После освобождения Крыма от фашистов, согласно Постановлению ГКО № 5859 от 11 мая 1944 года, 18 мая крымские татары из Нижнего Керменчика были депортированы в Среднюю Азию, а 20 июня 1944 года та же участь постигла греков, причём к местам ссылки добавился Урал. На май того года в Нижнем Керменчике учтено 169 жителей (20 семей), из них 105 человек крымских татар, 50 греков и 14 русских; было принято на учёт 16 домов спецпереселенцев. 12 августа 1944 года было принято постановление № ГОКО-6372с «О переселении колхозников в районы Крыма», по которому в район из сёл УССР планировалось переселить 9000 колхозников и в сентябре 1944 года в район приехали первые новоселы (2349 семей) из различных областей Украины, а в начале 1950-х годов, также с Украины, последовала вторая волна переселенцев. С 25 июня 1946 года Нижний Керменчик в составе Крымской области РСФСР. Указом Президиума Верховного Совета РСФСР от 18 мая 1948 года село Нижний Керменчик было переименовано в Пещерное. 26 апреля 1954 года Крымская область была передана из состава РСФСР в состав УССР. Время включения в состав Высоковского сельсовета пока не установлено: на 15 июня 1960 года село уже числилось в его составе.
30 декабря 1962 года, согласно Указу Президиума Верховного Совета УССР «Об укрупнении сельских районов Крымской области», Пещерное присоединили к Высокому, Высоковский сельсовет ликвидировали, влив в Куйбышевский, который, вместе с районом, присоединили к Бахчисарайскому. В период с 1968 года, когда Пещерное ещё числился в составе совета, по 1977 год село включили в состав Высокого.

## Динамика численности населения
- 1897 год — 142 чел.[23]
- 1926 год — 312 человек[30]
- 1939 год — 163 чел.[31]
- 1944 год — 169 чел.[34]